# Logický rámcový přístup
Logický rámcový přístup (používá se zkratka z anglického názvu – LFA) je metodika projektového řízení, která řeší strategické plánování, přípravu, návrh, realizaci a vyhodnocení projektu.

## Vývoj metody

### Historie
Základ metody vznikl v roce 1970 ve firmě Fry Consultants a byl vypracován Leonem J. Rosenbergem ve spolupráci s United States Agency for International development. Rosenberg následně založil společnost Practical Concepts Incorporated (PCI), která se zabývala rozvojem LFA a rozšířil její používání do 35 zemí.

### Současnost
Metoda je stále používána a rozvíjena mnoha organizacemi. Například společnost Team Technologies definovala kontrolní sadu otázek pro kontrolu kvality hotového logického rámce. V současnosti musí být každý projekt EU prezentován i pomocí jeho logického rámce.

## Logický rámec
Logický rámec (anglicky Logframe), v české literatuře označovaný též jako logická rámcová matice, nebo matice logických vazeb je forma zápisu (dokument) který sumarizuje výsledky analýzy udělané podle metodiky logického rámcového přístupu (LFA). Jedná se o velmi stručný a přehledný zápis projektového návrhu, jeho logických vazeb a základních parametrů. Projekt je tak popsán v dokumentu v rozsahu obvykle 1 až 2 strany A4.
Existuje několik variant zápisu, které se liší v některých podrobnostech. Způsob zápisu na následujícím obrázku zahrnuje například i negativní vymezení, které některé prameny neuvádí.

## Popis matice

### Princip vytváření
Pro správné vypracování popisu logického rámce je potřeba odpovědět na několik základních otázek.
První otázkou je KDO?. Hledáme vlastníka, neboli zadavatele projektu. Musí to být zadavatel definovaný z pohledu tvůrce, který projekt realizuje. Další kroky a odpovědi musí být formulovány z tohoto pohledu a perspektivy.

### Obecný záměr
Také přínosy projektu, celkový cíl (cíle) projektu, a další. Anglicky overall objective.
Jedná se o záměr, často záměr na úrovni programu, nebo přímo strategický cíl organizace, k jehož naplnění projekt přispívá. Projekt může být jen jednou z více nutných podmínek naplnění tohoto záměru. Je vhodné aby bylo vyjádřeno jak má projekt k záměru přispět. Odpovídá se na otázku PROČ.

### Bezprostřední cíl
Také specifický cíl',cíl,účel projektu. Anglicky purpose, specific objectives. Jde o formulaci byznys potřeby zadavatele. Zde se potkává požadavek zadavatele s výstupy projektu, jde o přímý užitek zadavatele z výsledků projektu. Odpovídá se také na otázku PROČ.

### Výstupy
Anglicky results, nebo outputs. Jedná se obvykle o tzv. hmatatelné výsledky, produkty nebo služby dodávané projektem, byť může jít i o nehmotné dodávky. Odpovídá se na otázku CO.

### Klíčové aktivity
Také aktivity, činnosti. Anglicky Activities. Jde o činnosti, které budou projektem prováděny. Odpovídá se na otázku JAK.

### Zdroje a časový rámec
Pole vedle klíčových aktivit definují další dvě základní omezení projektu – zdroje (finanční, lidské, apod.) a základní termíny pro projekt.

### Rizika a předpoklady
Tento sloupec začíná od spodu vnějšími podmínky, které jsou nutné pro projekt a pokračuje dalšími podmínkami a riziky které doplňují vertikální logiku matice od aktivit až k přispění k záměru projektu.

### Vertikální logika matice
Modré šipky (viz obrázek výše) ukazují souvislosti a vertikální logiku v matici a způsob jejího správného čtení.
Příklad:
- - Pokud stavební úřad povolí stavbu na mé zahradě (vnější vstupní podmínky)
- a budu stavět dům (klíčové aktivity)
  - a ve stavebninách bude dostupný materiál (vnější podmínky)
- pak dům dostavím (výstupy)
  - a dům bude zkolaudován (vnější podmínky)
- pak mohu bydlet ve svém domě (bezprostřední cíl)
  - a pokud se nám nerozpadne rodina, a … (vnější podmínky)
- pak můžeme spokojeně žít (Obecný záměr)

### Objektivně měřitelné indikátory
Též objektivně ověřitelné ukazatele. Jde o druhý sloupec matice v řádcích jedna až tři. Uvádí se konkrétní hodnoty a ukazatele pro měření vztažené k úrovni uvedené v prvním sloupci konkrétního řádku, tedy výstupů, bezprostředního cíle i obecných záměrů. Tedy odpovídáme na otázku Jak a co má být naměřeno z pohledu kvantity, kvality i času.

### Zdroje ověření indikátorů
Doplňují výše uvedené indikátory o informaci odkud budou hodnoty čerpány. Respektive poskytují odpověď na to, jak budou získány informace pro měření, kým, kdy, za jaké období...

### Horizontální logika
Směrem od prvního, další sloupce rozšiřují informace obsažené v předchozím sloupci.